# Dordrecht Lions

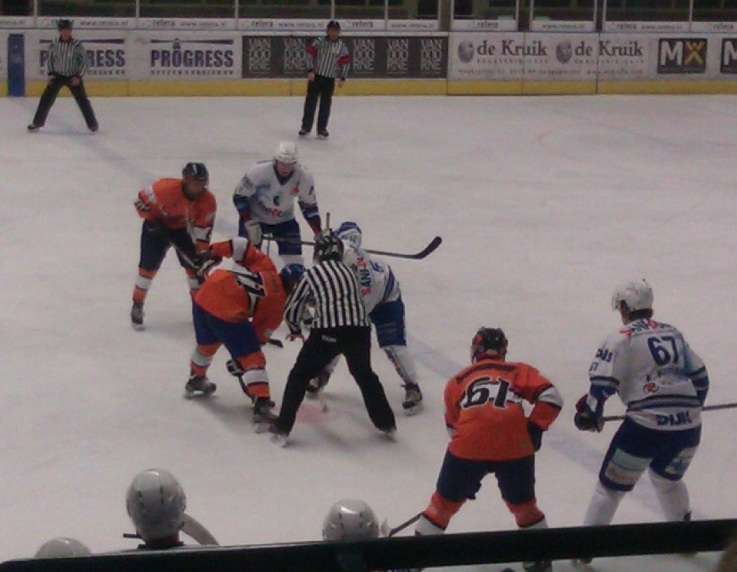
Face-Off tussen Eindhoven High Techs - Dordrecht Lions (play-off eerste divisie 2012-2013)

Dordrecht Lions is een ijshockeyclub uit de stad Dordrecht, in de Nederlandse provincie Zuid-Holland. In seizoen 2012-13 is het team onder coach Alexander Jacobs kampioen geworden in de Eerste Divisie en speelde het in seizoen 2013-14 in de Eredivisie, hier werd het opvallend vijfde in de competitie. Het opvolgende seizoen (2014-15) speelde het team wederom weer in de Eerste Divisie onder coach Stefan Collard. In seizoen 2015-16 speelde het mee in het eerste seizoen van de BeNeLiga. Sinds seizoen 2016-2017 speelt het team van de ProClass Lions weer in de Eerste divisie. Vanaf seizoen 2017-2018 is oud speler Don Galjaard de coach van het Eerste Team.

## Selectie 2017-18
| Nr.            | Land               | Naam                |
| Doel           | Doel               | Doel                |
| -------------- | ------------------ | ------------------- |
| 63             | Vlag van Nederland | Charlie Vocke       |
| 35             | Vlag van Nederland | Gerhard Stern       |
| Verdediging    |                    |                     |
| 2              | Vlag van Nederland | Florian Nelemans    |
| 4              | Vlag van Nederland | Nigel Zwiers        |
| 21             | Vlag van Nederland | Scott van Rijswijk  |
| 24             | Vlag van Nederland | Pascal van Waarden  |
| 25             | Vlag van Nederland | Milan Boer          |
| 71             | Vlag van Nederland | Carsten Smit        |
| 76             | Vlag van Nederland | Rens de Jongh       |
| Aanval         |                    |                     |
| 9              | Vlag van Nederland | Floris Veenhuizen   |
| 12             | Vlag van Nederland | Frank Meijer        |
| 17             | Vlag van Nederland | Jesse van Eijnatten |
| 19             | Vlag van Nederland | Falco Veenhuizen    |
| 29             | Vlag van Nederland | Ferry Kooyman       |
| 55             | Vlag van Nederland | Dion van 't Hof     |
| 68             | Vlag van Nederland | Erik Brand          |
| 73             | Vlag van Nederland | Bieke van Nes       |
| 79             | Vlag van Nederland | Zoë Barbier         |
| 88             | Vlag van Nederland | Indy Bontan         |
| Staff          |                    |                     |
| Coach          | Vlag van Nederland | Don Galjaard        |
| Ass. Coach     | Vlag van Nederland | Remco Brandt        |
| Teambegeleider | Vlag van Nederland | Frans Hardenbol     |

## Geschiedenis
Met ingang van seizoen 78/79 speelden de DORDTSE Lions met een B-team (U17) met dispensatie spelers (Leiden Lions werd als laatste op doelsaldo gepasseerd door Dordrecht Lions die er 27 voor en 92 tegen hadden) en een C-team (U15) (dat eindigde met 0 wedstrijdpunten onderaan met 10 doelpunten voor en 394 tegen) in de landelijke competitie. Overigens hadden niet alleen de spelers maar ook de supporters nog geen notie van het spelletje: Regelmatig werd van langs de boarding de kreet ‘tikkie terug’ te horen waarop braaf op de goallie terug werd gespeeld.
In seizoen 79/80 eindigden de senioren in de 3e divisie met 4 gewonnen wedstrijden op de 5e plaats voor Enschede Lions. Het Junioren B-team (U17) eindigde roemloos onderaan met 0 wedstrijdpunten en 21 doelpunten voor en 195 tegen. Het C-team eindigde in de middenmoot en het kersverse D-team (U13) maakte geschiedenis met 0 wedstrijdpunten, 8 doelpunten voor en 230 tegen. (Het eerste doelpunt werd gescoord door Marco Pijpers in de uitwedstrijd tegen Geleen. Na de uitwedstrijd tegen Phantoms in Deurne werd gefeest omdat het maar 19-0 werd!)
In 80/81 nam het seniorenteam deel aan de play-off’s en eindigde op de 3e plaats na H.IJ.S. en Groningen.
Het zou tot seizoen 82/83 duren voor er met een junioren E-team (U11) aan de competitie werd deelgenomen. In 81/82 was gestart met de IJshockeyschool zoals we die nu nog steeds kennen. De ledenaanwas concentreerde zich daarbij vooral tot jeugd van ca 10 jaar of jonger. De consequentie was echter wel dat alle D-spelers dat seizoen in het C-team gingen spelen. Door gebrek aan voldoende aanwas gedurende de eerste jaren waren het in de C-spelers die de klos waren. Zij gingen en bloc naar het B-team en Dordrecht Lions speelde daardoor weer met maar 3 teams in de competitie: Toekomst Divisie, B en E. Het E-team bereikte de play-off’s en eindigde op de 4e plaats na Heerenveen, Eindhoven en Den Bosch.
Seizoen 83/84 verliep ongeveer zoals het jaar ervoor. Deelgenomen werd aan de Toekomst Divisie en twee juniorenteams (B en E)
In 84/85 kon men door onvoldoende spelers geen seniorenteam meer aan de competitie laten deelnemen. Met maar 2 teams (junioren B en D) werd in de landelijke competitie gespeeld. Het D-team behaalde via play-off’s een 3e plaats.
85/86 liet een competitie zien tussen A/B-teams waar Dordrecht Lions deelnam bij de teams die geen 1e team hadden in de 1e divisie. Daarin speelden 8 teams en de Lions eindigden op de 5e plaats. Bij de junioren waren het C-team en het D team actief.
86/87 bracht de ommekeer: Er werd door het bestuur een ambitieus plan gepresenteerd met als gevolg het besluit dat spelers van het eerste team vrij werden gesteld van het betalen van contributie. Met behulp van een nieuwe sponsor werd onder de naam Drop Devils een nieuwe weg ingeslagen naar de top: In de 3e divisie eindigden de Lions op de 4e plaats. Helaas waren de junioren-teams (C en D) niet instaat de play off’s te bereiken.
87/88 was een moeilijk seizoen. Dordrecht Lions eindigde in de 3e divisie op de laatste plaats en de junioren (C, D en E) waren niet in staat de play off’s te bereiken.
Het seizoen 88/89 zag er positiever uit. Naast deelname in de 3e divisie (middenmoot), play off’s deelname door het junioren C team werd ook zichtbaar dat het door de N.IJ.B. ontwikkelde jeugdstimuleringsprogramma ‘berebinken’ vruchten ging afwerpen zodat aan de competitie kon worden deelgenomen met 5 juniorenteams t.w. C, D, E, W en M. Dordrecht Lions was een grote ijshockeyclub aan het worden.
89/90 bracht een seizoen van oogsten. Het seniorenteam speelde in een competitie tegen tweede teams van clubs in de hoogste (was toen 1e) divisie en bereikte in de play off’s de tweede plaats na Tilburg. Ook de jeugd liet zich niet onbetuigd. Er was geen junioren B-team omdat alle B-spelers naar het 1e team waren doorgeschoven. Het C-team en het E-team werden dat seizoen kampioen en de D’s eindigden in de middenmoot.
90/91 was, als gevolg van een fusie, de naam van de sponsor veranderd en speelden de LAVOLD LIONS in de 2e divisie met als resultaat een 6e plaats. De junioren B en C werden 3e en D en E eindigden als 6e.
In het seizoen 91/92 werd in Nederland een ere-divisie gecreëerd. Daarin speelden 6 professionele teams. Lavold Lions speelde dat seizoen dan ook in de eerste divisie en eindigden daar niet onverdienstelijk als 4e van de 7 teams. Het junioren B-team bereikten in de play off’s de 2e plaats. Het C-team werd in de reguliere competitie 3e en misten daardoor nipt de kruisfinale. De teams D en E eindigden beiden als 3e.
92/93 leverde voor het 1e team een fraaie 2e plaats op in de 1e divisie. Door gebrek aan spelers werd met alle B-spelers, aangevuld met enkele A-spelers zonder veel succes deelgenomen in de Reservedivisie A. Bij de junioren werd dat seizoen meer succes geboekt: C werd 2e en bij de D junioren speelden we mee met twee teams waarvan er een ook 2e werd. Helaas had het E-team dat jaar minder succes.
In 93/94 speelde Dordrecht Lions in de eredivisie en eindigde op de 6e plaats (van de 10). Ook het tweede en het 3e seniorenteam deden het niet slecht in de 1e en 2e divisie. Met een B, C (kampioen van Nederland), D (twee teams), E (twee teams), W en M was Dordrecht Lions de grootste ijshockeyclub van Nederland geworden.
In 94/95 eindigde het 1e team in de eredivisie weliswaar als laatste. Het tweede team speelde in de Toekomstdivisie en werd 3e. Maar bij de junioren werden de B’s en de C’s kampioen van Nederland. De D-junioren werden op doelsaldo tweede na de Tilburg Trappers. De E’s eindigden onderaan.
Ondanks het feit dat Jordens de club was gaan sponsoren, brachten de jaren 1995 en 1996 nog niet veel goeds voor het 1e team, dat speelde onder de sponsornaam Jordens Lions. Het eindigde op de laatste plaats bij een 6 teams tellende eredivisie. Het 2e team en de B-junioren werden 2e en C, D, E eindigden allemaal ergens onderaan.
96/97 zou het laatste jaar in de eredivisie worden. Een laatste plaats voor zowel het 1e als het 2e team deed het enthousiasme behoorlijk afnemen. Hoewel de junioren-B,C in de bovenste regionen eindigden, D kampioen van Nederland werd en E in de middenmoot eindigde, eiste de A.L.V. in 1998 dat spelers van het 1e team weer contributie zouden gaan betalen.

## Nu
Het eerste team van de Lions komt uit in de Eerste Divisie. De jeugd bestaat uit U9, U11, U13, U15, U17 en een juniorenteam. Daarnaast heeft de club nog diverse recreantenteams.
Sinds het seizoen 2010-2011 spelen ze op de nieuwe ijsbaan in de Sportboulevard, waar ze gebruikmaken van de officiële ijshockeybaan de kleinere fun-baan.